# Brice Marden
Brice Marden (Bronxville, 15 oktober 1938 – Tivoli, 9 augustus 2023) was een Amerikaans beeldend kunstenaar (schilder, tekenaar, graficus). Hij wordt gezien als een belangrijk vertegenwoordiger van de minimal art, hoewel een deel van zijn werk niet bij deze stroming aansluit. Werk van Marden bevindt zich in een groot aantal museumcollecties wereldwijd.

## Levensloop
Nicholas Brice Marden Jr. werd geboren in het welgestelde Bronxville in de staat New York, maar groeide op in het verderop gelegen, maar even welgestelde Briarcliff Manor. Van 1956 tot 1958 bezocht hij het Florida Southern College in Lakeland (Florida), en aansluitend de Boston University School of Fine and Applied Arts. In 1961 haalde hij daar het diploma Bachelor of Fine Arts. Daarna studeerde hij enige tijd aan Yale University Summer School of Music and Arts in Norfolk (Connecticut), waar hij kennis maakte met Chuck Close, Richard Serra en Nancy Graves. In 1963 behaalde hij zijn Master of Arts aan de Yale University of Art and Architecture.
In 1960 trouwde Marden met Pauline Baez, een zuster van popmuzikante Joan Baez. In 1961 werd hun zoon Nicholas Brice Marden II geboren en in 1963 verhuisde het gezin naar de stad New York, waar ze een woning betrokken in de Lower East Side. Een jaar later scheidde het stel. In 1969 hertrouwde Marden met de kunstenares Helen Harrington. In 1971 bezochten de Mardens voor het eerst het Griekse eiland Hydra, waar ze vanaf 1973 regelmatig de zomer doorbrachten. Indrukken van Hydra vonden hun neerslag in diverse werken, waaronder Grove Group (vijf schilderijen, 1972–1980), Souvenir de Grèce (werken op papier, 1974–1996) en 31 schilderingen op marmer (1981-1987). In 1978 werd hun dochter Maya Mirabelle Zahara Marden geboren en in 1980 Melia Io Bricia Marden.
Mardens atelier bevond zich van 1987 tot 2000 in de Bowery in Lower Manhattan. De laatste jaren van zijn leven werkte hij in een twee verdiepingen tellend penthouse-atelier aan West Street met uitzicht op de Hudson. Vanaf 2002 verbleef het echtpaar Marden steeds vaker in Rose Hill, een statig buitenhuis uit 1843 op een helling aan de Hudson in Tivoli (NY). De zomers werden sinds 1991 doorgebracht ofwel op Hydra, ofwel in Eagles Mere (Pennsylvania). Vanaf 2006 werd een derde buitenverblijf verworven, Golden Rock Inn, op het Caribische eiland Nevis.
Brice Marden overleed in 2023 op 84-jarige leeftijd in Tivoli.

## Werk

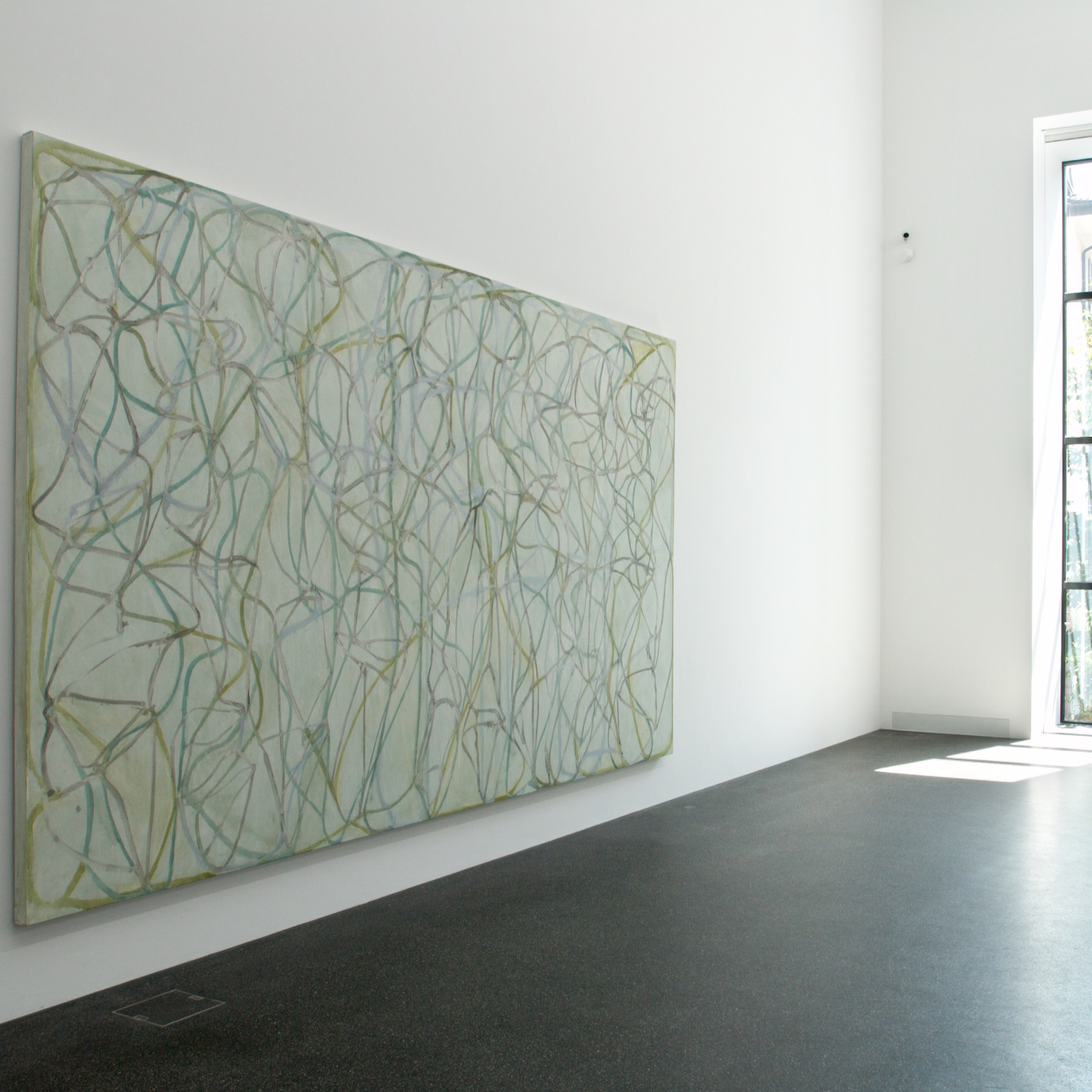
Werk van Marden geïnspireerd door Chinese kalligrafie (Daros-collectie)

Marden werkte enige tijd als suppoost in het Jewish Museum in New York, onder andere tijdens een retrospectieve van Jasper Johns in 1964, waardoor hij Johns' werk uitgebreid kon bestuderen. Omstreeks deze tijd begon hij monochrome schilderijen te schilderen. Hij kreeg zijn eerste solotentoonstelling in Galerie Wilcox in Swarthmore (Pennsylvania). Tijdens een verblijf in Parijs in 1965 raakte hij onder de indruk van het werk van Alberto Giacometti en Jean Fautrier, en begon hij ook grafisch werk te maken.
In 1966 werkte hij enige tijd als assistent van Robert Rauschenberg. In hetzelfde jaar kreeg hij zijn eerste New Yorkse solotentoonstelling bij Bykert Gallery. Hier toonde hij voor het eerst zijn "wasschilderijen", geschilderd met een mengsel van olieverf en bijenwas. Vanaf 1968 waren zijn schilderijen vaak samengesteld uit meerdere panelen. Bekend zijn de vier triptieken Red Yellow Blue (1974), elk bestaande uit drie monochrome doeken, waarop de verf in dikke lagen is aangebracht met een mes of spatel.
In 1977 won Marden een prijsvraag met zijn ontwerp voor nieuwe koorvensters voor het Munster van Bazel. Andere deelnemers aan de prijsvraag waren Joseph Beuys, Alfred Jensen, Jasper Johns, Roy Lichtenstein, A.R. Penck, Robert Ryman, Antoni Tàpies en James Turrell. Marden werkte onafgebroken aan dit project van 1978 tot 1985, beïnvloed onder andere door de Rothko Chapel in Houston, die hij in 1972 bezocht. De glas-in-loodramen werden uiteindelijk niet uitgevoerd, mogelijk omdat de opdrachtgevers zagen dat Marden steeds meer afweek van zijn monochrome werk, waarvoor hij indertijd bekendheid genoot. Wat overbleef zijn de vele ontwerpschetsen, onder andere resulterend in de Window Study paintings.
Tijdens een reis door Thailand, Sri Lanka en India in 1983 kwam hij in aanraking met de Aziatische kunst, cultuur en natuur. Die invloed is af te lezen in zijn werk uit die periode (o.a. Shell Drawings, 1985–1987). Van grote invloed was het bezoek aan een tentoonstelling van Japanse kalligrafie in 1984. Zijn bekende olieverfschilderingen met kronkelende, in elkaar grijpende lijnen zijn op de Japanse en Chinese kalligrafie te herleiden. Voorbeelden zijn Untitled #1 (1986) en Tang Dancer (1995-1996). In de periode na 2000 kwamen enkele van zijn meest ambitieuze werken tot stand: Red Rock (2000–2002), The Propitious Garden of Plane Image (2000-2006) en Moss Sutra With the Seasons (2010–2015).

## Tentoonstellingen (selectie)
- 1966: Bykert Gallery, New York
- 1972: documenta 5, Kassel
- 1975: Solomon R. Guggenheim Museum, New York: retrospectieve
- 1991: Museum of Fine Arts, Boston: Connections
- 2006: Museum of Modern Art, New York: Brice Marden: A Retrospective of Paintings and Drawings
- 2007: San Francisco Museum of Modern Art: Brice Marden: A Retrospective of Paintings and Drawings
- 2007: Hamburger Bahnhof - Museum für Gegenwart, Berlijn: Brice Marden: A Retrospective of Paintings and Drawings
- 2019: Yves Saint Laurent Museum, Marrakech

## Eerbewijzen
- 1969–74: professoraat aan de School of Visual Arts, New York
- 1994: lid ("NA") van de National Academy of Design, New York
- 1998: lid van de American Academy of Arts and Letters
- 2000: eredoctoraat Brown-universiteit, Providence (Rhode Island)
- 2004: lid van de American Academy of Arts and Sciences
- 2004: Alexej von Jawlensky-prijs van de stad Wiesbaden

## Kunsthandel en collecties
Mardens werk was ruim twintig jaar te koop bij Matthew Marks Gallery in New York. Vanaf 2017 werd hij vertegenwoordigd door Gagosian Gallery, eveneens in New York. In het begin van de 21e eeuw bracht het werk van Marden bij veilingen recordbedragen op. In 2006 werd bij Christie's een bedrag van bijna 3 miljoen dollar voor een Marden betaald. Twee jaar later leverde Cold Mountain I (Path) (1988–89) bij Sotheby's al ruim 9,6 miljoen dollar op. In 2020 werd, opnieuw bij Christie's, een voorlopig record gevestigd bij de verkoop van een abstract schilderij uit de serie Complements (2004-2007), dat voor bijna 31 miljoen dollar van eigenaar wisselde. Daarmee is een Marden ongeveer net zo duur geworden als een Rembrandt (recordbedrag 2020: ruim $33 miljoen).
Brice Mardens werk bevindt zich in de collecties van een groot aantal toonaangevende musea voor hedendaagse kunst, waaronder Museum of Modern Art (New York), Metropolitan Museum of Art (NYC), Solomon R. Guggenheim Museum (NYC), Whitney Museum of American Art (NYC), Brooklyn Museum (NYC), Philadelphia Museum of Art, Smithsonian American Art Museum (Washington), Art Institute of Chicago, San Francisco Museum of Modern Art, Museum of Contemporary Art (Los Angeles), National Gallery of Canada (Ottawa), National Gallery of Victoria (Melbourne), Tate Modern (Londen), British Museum (Londen), Centre Pompidou (Parijs), Stedelijk Museum (Amsterdam) en Museum Boijmans Van Beuningen (Rotterdam).